# Плавання на Чемпіонаті Європи з водних видів спорту 2022 — естафета 4x100 метрів вільним стилем (чоловіки)
Змагання з плавання в естафеті 4x100 метрів вільним стилем серед чоловіків на Чемпіонаті Європи з водних видів спорту 2022 відбулися 14 серпня (попередні запливи і фінал).

## Рекорди
На період проведення змагань рекорди були такими:
|                           | Країна  | Час     | Місто    | Дата           |
| ------------------------- | ------- | ------- | -------- | -------------- |
| Світовий рекорд           | США     | 3:08.24 | Пекін    | 11 серпня 2008 |
| Рекорд Європи             | Франція | 3:08.32 | Пекін    | 11 серпня 2008 |
| Рекорд чемпіонатів Європи | Росія   | 3:10.41 | Будапешт | 17 травня 2021 |

## Результати

### Попередні запливи[3]
| Місце | Запливи | Доріжка | Країна          | Спортсмени                                                                                       | Час     | Примітки |
| ----- | ------- | ------- | --------------- | ------------------------------------------------------------------------------------------------ | ------- | -------- |
| 1     | 1       | 3       | Угорщина        | Нандор Немет (48.54) Себастьян Сабо (48.54) Даніель Мезарош (48.70) Кріштоф Мілак (48.84)        | 3:14.62 | Q        |
| 2     | 2       | 1       | Італія          | Алессандро Борі (48.69) Філіппо Мельї (49.09) Леонардо Дельпано (48.31) Мануель Фріго (48.91)    | 3:15.00 | Q        |
| 3     | 1       | 8       | Велика Британія | Едвард Мілдред (49.41) Джекоб Віттл (48.01) Метью Річардс (49.00) Томас Дін (48.60)              | 3:15.02 | Q        |
| 4     | 2       | 2       | Іспанія         | Сержіо де Челіс (48.82) NR Карлес Колл (48.99) Маріо Молла (49.48) Луїс Домінгес (47.95)         | 3:15.24 | Q, NR    |
| 5     | 1       | 6       | Нідерланди      | Стан Пейненбург (48.87) Єссе Пютс (48.95) Лук Кроон (48.93) Сін Ніеволд (48.72)                  | 3:15.47 | Q        |
| 6     | 1       | 1       | Франція         | Шарль Ріу (49.04) Гуіллаум Гут (48.77) Тома Пірон (49.08) Жульєн Бероль (49.24)                  | 3:16.13 | Q        |
| 7     | 2       | 5       | Польща          | Кароль Островський (49.42) Каміл Серадзький (48.57) Конрад Черня (49.08) Матеуш Хованєц (49.37)  | 3:16.44 | Q        |
| 8     | 1       | 2       | Україна         | Владислав Бухов (49.90) Сергій Шевцов (48.72) Ілля Лінник (48.84) Валентин Нестеркін (49.05)     | 3:16.51 | Q        |
| 9     | 1       | 4       | Швеція          | Бйорн Селіґер (48.46) Робін Гансон (50.02) Еліас Перссон (49.57) Маркус Голмквіст (49.42)        | 3:17.47 |          |
| 10    | 1       | 5       | Німеччина       | Петар Вар'яші (49.05) Тімо Соргіус (49.02) Себастьян П'єр-Луїс (49.65) Бйорн Камманн (50.15)     | 3:17.87 |          |
| 11    | 2       | 0       | Румунія         | Давід Попович (47.85) Георге Стойка-Константін (49.82) Патрік Діну (50.20) Міхай Гергелі (50.07) | 3:17.94 |          |
| 12    | 2       | 7       | Сербія          | Нікола Ачин (50.20) Андрей Барна (48.01) Урош Ніколіч (49.35) Урош Живанович (50.59)             | 3:18.15 |          |
| 13    | 2       | 6       | Ізраїль         | Денис Локтєв (49.97) Рон Полонський (49.08) Мейрон Черуті (49.22) Мартін Картавий (49.96)        | 3:18.23 |          |
| 14    | 1       | 7       | Люксембург      | Ремі Фабіані (49.74) Піт Бранденбургер (49.76) Макс Маннес (51.08) Жюльєн Хенкс (50.34)          | 3:20.92 |          |
| 15    | 2       | 4       | Мальта          | Меттью Галеа (53.50) Руді Спітері (52.59) Рауль Стафрейс (52.76) Томас Варейнг (54.63)           | 3:33.48 |          |
| 16    | 2       | 8       | Албанія         | Жуліан Лавданіті (53.25) Франк Алексі (56.61) Евен Каррі (58.83) Енді Кола (57.35)               | 3:46.04 |          |
| 17    | 2       | 3       | Греція          | Апостолос Хрістоу (50.59) Крістіан Голомєєв (48.38) Стергіос Білас Андреас Вазайос               | DSQ     | DSQ      |

### Фінал[4]
| Місце | Доріжка | Країна          | Спортсмени                                                                                     | Час     | Примітки |
| ----- | ------- | --------------- | ---------------------------------------------------------------------------------------------- | ------- | -------- |
| 1     | 5       | Італія          | Алессандро Мірессі (47.76) Томас Чеккон (47.88) Лоренцо Дзадзері (47.60) Мануель Фріго (47.26) | 3:10.50 |          |
| 2     | 4       | Угорщина        | Нандор Немет (47.86) Себастьян Сабо (48.42) Даніель Мезарош (48.91) Кріштоф Мілак (47.24)      | 3:12.43 |          |
| 3     | 3       | Велика Британія | Джекоб Віттл (48.72) Метью Річардс (47.88) Томас Дін (47.74) Едвард Мілдред (48.36)            | 3:12.70 |          |
| 4     | 6       | Іспанія         | Сержіо де Челіс (48.41) Луїс Домінгес (47.89) Маріо Молла (49.30) Карлес Колл (48.13)          | 3:13.73 | NR       |
| 5     | 2       | Нідерланди      | Стан Пейненбург (48.99) Єссе Пютс (48.70) Лук Кроон (49.09) Сін Ніеволд (48.97)                | 3:15.75 |          |
| 6     | 8       | Україна         | Владислав Бухов (49.46) Сергій Шевцов (48.51) Ілля Лінник (48.73) Валентин Нестеркін (49.24)   | 3:15.94 | NR       |
| 7     | 1       | Польща          | Ксавері Масюк (49.41) Каміл Серадзький (48.85) Конрад Черня (49.04) Кароль Островський (48.67) | 3:15.97 |          |
| 8     | 7       | Франція         | Максім Груссе (47.69) Гуіллаум Гут Шарль Ріу Адрієн Сальван                                    | DSQ     | DSQ      |